# Chère
Chère – rzeka we Francji, przepływająca przez tereny departamentów Loara Atlantycka oraz Ille-et-Vilaine, o długości 66 km. Stanowi lewy dopływ rzeki Vilaine. 
Chère przepływa przez miasto Châteaubriant.